# Projekt Querschnitt
Projekt Querschnitt ist der Name einer Schweizer Künstlergruppe. Sie war im Bereich der bildenden Künste tätig. Erstmals trat sie 1989 mit einer Gruppenausstellung in der Dampfzentrale Bern auf und beendete ihre Tätigkeit nach weiteren sechs Ausstellungen im Jahr 1992 im Kunstmuseum Thun.

## Die Künstlergruppe
Die Gruppe stellte sich aus fünf Malern, einem Bildhauer und einer Bildhauerin sowie einem Installationskünstler zusammen. Zu den Mitgliedern gehörten Franziska Maria Beck, Dominik Stauch, Edy Fink, Peter Wüthrich, Lorenz Spring, Daniel Hausig, Stefan Haenni und Erich Oetterli. Das Ziel der Gruppe war die Realisation einer europäischen Ausstellungstätigkeit.

### Gruppenidee und -geschichte
Von Beginn an war die Gruppe als Künstlerinitiative geplant, die nicht ein künstlerisches Kredo oder Manifest verfolgte, sondern organisatorische und logistische Aufgaben der Ausstellungstätigkeit gemeinsam zu realisieren hoffte. Die Gruppe wurde dabei von der nationalen Kulturstiftung Pro Helvetia, vom Kanton Bern sowie der Wohngemeinden der Künstler finanziell unterstützt. 1989 schufen die acht Künstler in einer gemeinsamen Aktion Lithografien beim Steindrucker Richi Steffen in Langenthal. Diese Grafik-Mappe wurde 1991 im Kunstmuseum Bern in einer Kabinettausstellung präsentiert und diente der Mitfinanzierung der europäischen Ausstellungstour.
"Querschnitt" realisierte Ausstellungen in der Schweiz, der BRD sowie der damaligen DDR und der UdSSR. Die Gruppe ermöglichte im Gegenzug sowjetischen Künstlern wie German Winogradov, Sergei Borrisov, Boris Matrosov oder Konstatin Latyschev im Juni/Juli 1990 in der Dampfzentrale Bern eine Gruppenausstellung.
1992 löste sich die Gruppe nach der Ausstellung „Querschnitt ist tot - es lebe der Querschnitt“ im Kunstmuseum Thun auf. Seither gehen die Künstler eigene Wege.

## Ausstellungen
- 1989 Gründungsausstellung, Dampfzentrale Bern (Katalog)
- 1990 Kinomuseum, Moskau
- 1990 Galerie Chrämerhus, Langenthal
- 1991 Freiraum Helmkestrasse, Hannover
- 1991 Querschnitt – die Grafikmappe, Weisser Saal, Kunstmuseum Bern (Katalog)
- 1991 Querschnitt – Junge Kunst aus dem Kanton Bern, Kunsthalle Erfurt
- 1992 Querschnitt ist tot – es lebe der Querschnitt, Kunstmuseum Thun (7 Einzelkataloge in Schuber)

## Publikationen
- Zaugg, F. (1990): Projekt Querschnitt, Verlag Kurt Salchli, Bern
- Kuthy, S. (1991): Querschnitt – Die Grafikmappe, Kunstmuseum Bern
- Dolezal, G. J. (1992) Querschnitt ist tot – es lebe der Querschnitt, Kunstmuseum Thun

## Belege
- Adeyemi, E. (1989) Junge Berner Künstler helfen sich selber. In: Berner Zeitung vom 25.8.
- bnb (1992) Goldener Abschied von Querschnitt. In: Der Bund vom 14.10.
- Dietrich, A. (1990) Nach Moskau – Mit Bildern im Koffer, mit Bildern im Kopf. In: Tages-Anzeiger vom 6.6.
- Landert, M. (1991) Querschnitt – grafische Blätter. In: Berner Kunstmitteilungen Nr. 280